# Tomás del Real
Tomás del Real (n. 12 de julio de 1993; Viña del Mar, Región de Valparaíso) es un  músico y cantautor chileno.

## Biografía
Nacido en Viña del Mar, el 12 de julio de 1993, pero criado en Santiago. Iniciado en la música desde muy temprana edad, primero en el piano, luego en la guitarra y las cuerdas latinoamericanas. En los primeros años, se vio expuesto a mucha música en vivo por sus vínculos familiares, influencia que reconoce públicamente de lugares como el Pub La Rosa a principios de los 2000, en donde frecuentaban músicos de raíz latinoamericana como Magdalena Matthey, Mario Rojas, Tilo Gonzalez y Alexis Venegas. Entre los años 2006 y 2008 cursa estudios en la parte extensión de la Facultad de Artes de la Universidad de Chile (Muspop) con Roberto Trujillo y Tito Arriaza. En 2012 entra a estudiar guitarra eléctrica a la Escuela Moderna de Música en Santiago, pero se retira al concluir el primer año, para luego irse del país en una búsqueda musical y personal a Europa. 
En el Viejo Continente, recién cumplido los 20 años, del Real se nutre en lleno del circuito de música folk local, y gira constantemente con distintos proyectos artísticos.  
En 2014 vuelve a Chile por unos meses y graba su primer LP titulado "Tomando Forma"; en un pequeño estudio en Quilicura, junto al productor y músico Pedro Cortés.
Lanza el proyecto oficialmente junto a su banda en mayo del 2014, en la Sala Master de la Radio Universidad de Chile. Termina de registrar ese proceso y vuelve a la itinerancia, lo que lo llevarían a conciertos, encuentros y festivales en más de 25 países en el próximo par de años.
En 2015 participa en una residencia artística en una favela en Brasil junto a compositores de todo el continente, lo que resultaría en un disco colectivo llamado "Força da Paz", compuesto y grabado en sólo dos semanas en Belo Horizonte.
En 2016 realiza su primera gira en formato banda por Chile, donde se presenta como invitado nacional en el Teatro Municipal Lord Cochrane de Valdivia para el "II encuentro de cantautores Valdivianos".
Meses después graba el disco "Tiempo" junto al ingeniero británico Barry Sage, en el Studio Master en Santiago de Chile. El disco se lanza en enero del 2017 en todas las plataformas digitales, tiene buena crítica y acogida por la prensa local e internacional, luego Tomás se adjudica un fondo de la música para promocionar el nuevo material en una larga gira europea (donde rinde homenaje al centenario de Violeta Parra junto a la cantante Lovisa Frantzich y al cantautor sueco Jan Hammarlund, además de colaborar con varios músicos chilenos en festivales de Suecia, Finlandia y Eslovenia. 
Al culminar estos conciertos, del Real se instala en una escuela en Suecia, donde estudia un semestre intermitente entre Escandinavia y conciertos en el Reino Unido y Nueva York. 
En 2018 vuelve a Chile y se presenta en distintos escenarios de la capital y regiones con nuevo formato de banda, integrándose activamente al circuito de cancionistas de Santiago. Lanza 'Canción de Lluvia', sencillo que llegaría a ser de los más virales de Spotify en julio de ese año en Chile. En enero de 2019 lanza oficialmente su disco "Tomando Forma" en plataformas digitales, el cual rápidamente recibe buenas críticas y apoyo de parte de sus fanáticos y la plataforma de streaming Spotify, otorgándole la portada de la lista de reproducción de música Indie de esa semana.
A comienzos del 2020, del Real es seleccionado para el festival SXSW (South By South West) en Austin, Texas, y la plataforma NPR lo destaca en su lista 'Austin 100' . como uno de los proyectos más sobresalientes del año. Durante la pandemia reside en México por unos meses y lanza su disco 'Sembrar de Nuevo', el cual es nombrado ganador en los Premios Escuchar del siguiente año en la categoría 'Mejor Álbum Folk'.
En 2021 vuelve a Europa y se concentra en escribir material nuevo al mismo tiempo que retorna a los escenarios luego de una pausa por la pandemia. A principios del 2022 Tomás es residente invitado en el Centro de Música Tradicional de Estonia (Pärimusmuusika Ait) en la ciudad de Viljandi. El proceso es fructífero creativamente y culmina con la creación de un nuevo proyecto, 'Don't Chase the Lizard', gestado en colaboración con la cantante y violinista Lee Taul. El dúo indie-folk se presentaría en diversos festivales en Estonia y USA durante sus primeros meses, lanzando también su álbum debut 'Huracán'.
En 2023, Tomás del Real publica su cuarto disco solista titulado 'Principios de Declaración', al mismo tiempo es nominado como 'Mejor Cantautor' de Chile en los Premios Pulsar y mejor 'Disco Debut' en los Premios Etnokulp de Estonia por el disco Debut de Don't Chase the Lizard.

## Obra

### Discografía

#### Álbumes de estudio solista
- 2014: Tomando Forma. (Disponible al público en 2019)
- 2017: Tiempo.[16]
- 2020: Sembrar de Nuevo.[17][18]
- 2023: Principios de Declaración
- 2024: Notas Rotas

#### Don't Chase the Lizard
- 2022: Huracán .[19]

## Singles
- 2014: Vamos a recorrer el mundo.
- 2016: Que Podemos Hacer.[20]
- 2017: Montevideo.
- 2017: Jean & Joni.[21]
- 2018: Canción de Lluvia.[22]
- 2019: Gotas.
- 2019: Bajo la Luz de las Velas.[23]
- 2020: Molino [24]
- 2020: La Creatividad
- 2020: Souvenir
- 2021: Semilla [25]
- 2021: Las Campanas
- 2022: Buscar la Luz (DCTL)
- 2022: Temporal (DCTL)
- 2022: Huracán (DCTL)
- 2022: 8 (DCTL)
- 2022: Lluvia que Limpia (DCTL)
- 2023: Los Momentos
- 2023: Silente
- 2023: Desde lo Alto
- 2023: Acantilado (ft Javier Barría)
- 2024: Prólogo
- 2024: Lucero
- 2024: Notas Rotas
- 2024: Distracciones / Ya no me Vuelvo a Confundir

### Participaciones
- 2016: Volumen I - Ensamble Transatlántico de Folk Chileno[26]
- 2017: En la Plaza - Compilado de Música Chilena[27]
- 2018: Força da Paz - Imersão Latina[28]